# Грем’ячий Ключ (Ульяновська область)
Грем’ячий Ключ (рос. Гремячий Ключ) — селище в Тереньгульському районі Ульяновської області Російської Федерації.
Населення становить 3 особи. Входить до складу муніципального утворення Тереньгульське міське поселення.

## Історія
Від 2004 року входить до складу муніципального утворення Тереньгульське міське поселення.

## Населення
| 2010 |
| ---- |
| 3    |